# Fabiola (Performancekünstler)

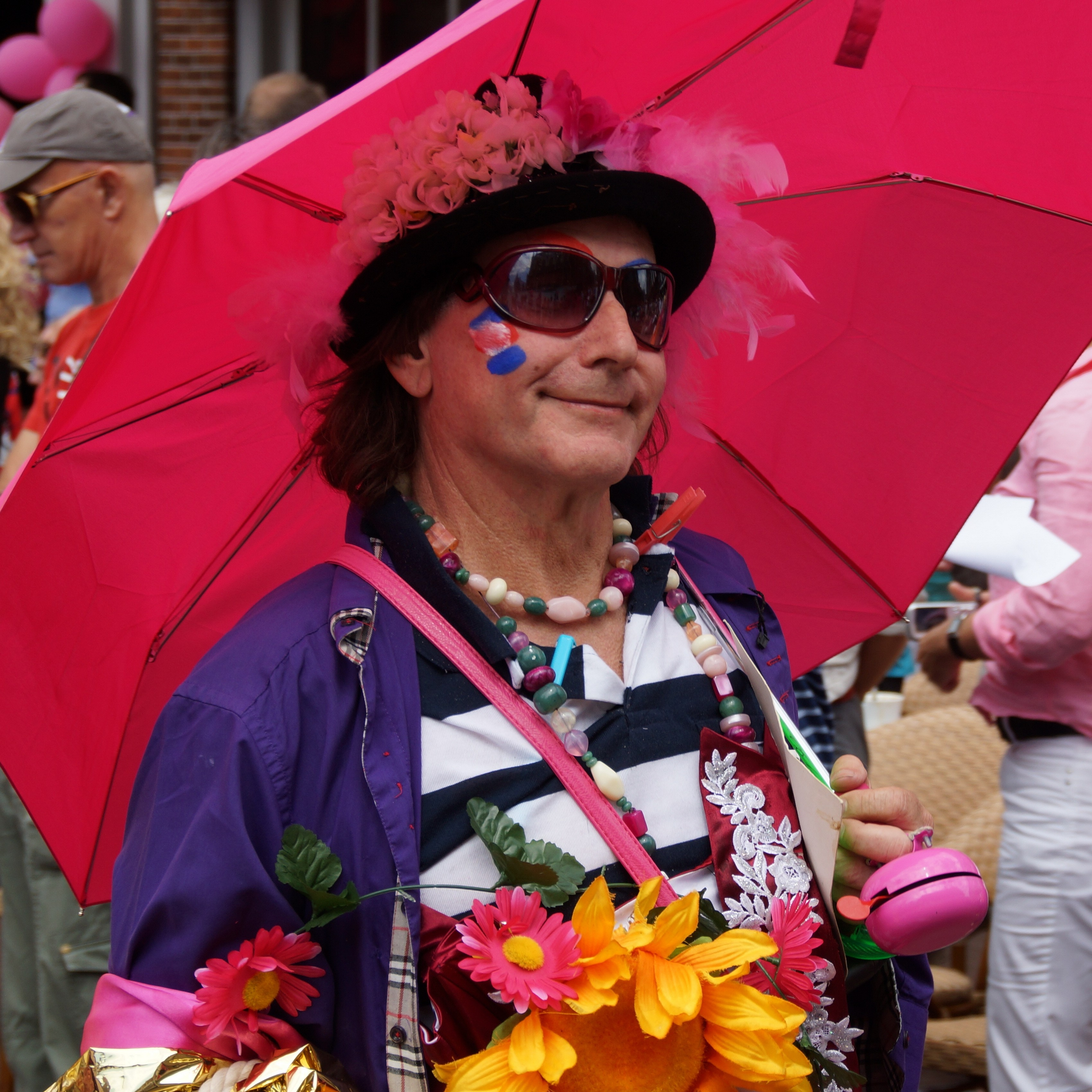
Peter Alexander van Linden alias Fabiola 2012

Fabiola war der Künstlername von Peter Alexander van Linden (* 26. Mai 1946 in Weilheim; † 27. Januar 2013 in Amsterdam), der seit den 1960er Jahren als Performancekünstler in Erscheinung getreten war und in Amsterdam große Bekanntheit erlangte.

## Leben und Werk
Van Linden wurde 1946 im südlichen Bayern als Sohn eines belgischen Vaters und einer deutschen Mutter geboren. Bald nach seiner Geburt wurde er von seiner Mutter an ein Kloster abgegeben. Mit zwei Jahren wurde er von einer Tante adoptiert und verbrachte im Voralpenland anscheinend eine glückliche Kindheit. Seine Mutter besuchte ihn regelmäßig und nahm ihn schließlich im Alter von sieben Jahren zu sich nach Willebroek in der Nähe von Antwerpen. Hier in Belgien wuchs er in einem streng katholischen Umfeld auf. In seiner Jugend scheint van Linden seine Homosexualität entdeckt zu haben, die in seiner Umgebung ein unaussprechliches Thema war.
Mitte der 1960er Jahre beschloss van Linden, das homophobe Belgien zu verlassen und in die liberalen Niederlande zu ziehen. Er machte zunächst eine Ausbildung zum Krankenpfleger in Naaldwijk in der Gemeinde Westland, zog aber bald darauf nach Amsterdam. Dort schloss er sich der Hausbesetzerszene und Schwulenbewegung an. Später begann er, bewusst mit Crossdressing Geschlechterrollen zu durchbrechen, indem er unter anderem Frauenkleider trug, ohne als Frau erscheinen zu wollen. Seine Markenzeichen wurden extravagante bunte Kleider, üppige Hüte und Schuhe mit hohen Stilettoabsätzen, dazu starkes Make-up und allerlei Accessoires wie Perlenketten, Handtaschen, Fächer oder Sonnenschirme. Häufig hüllte er sich in eine große Menge Dekorfolie.

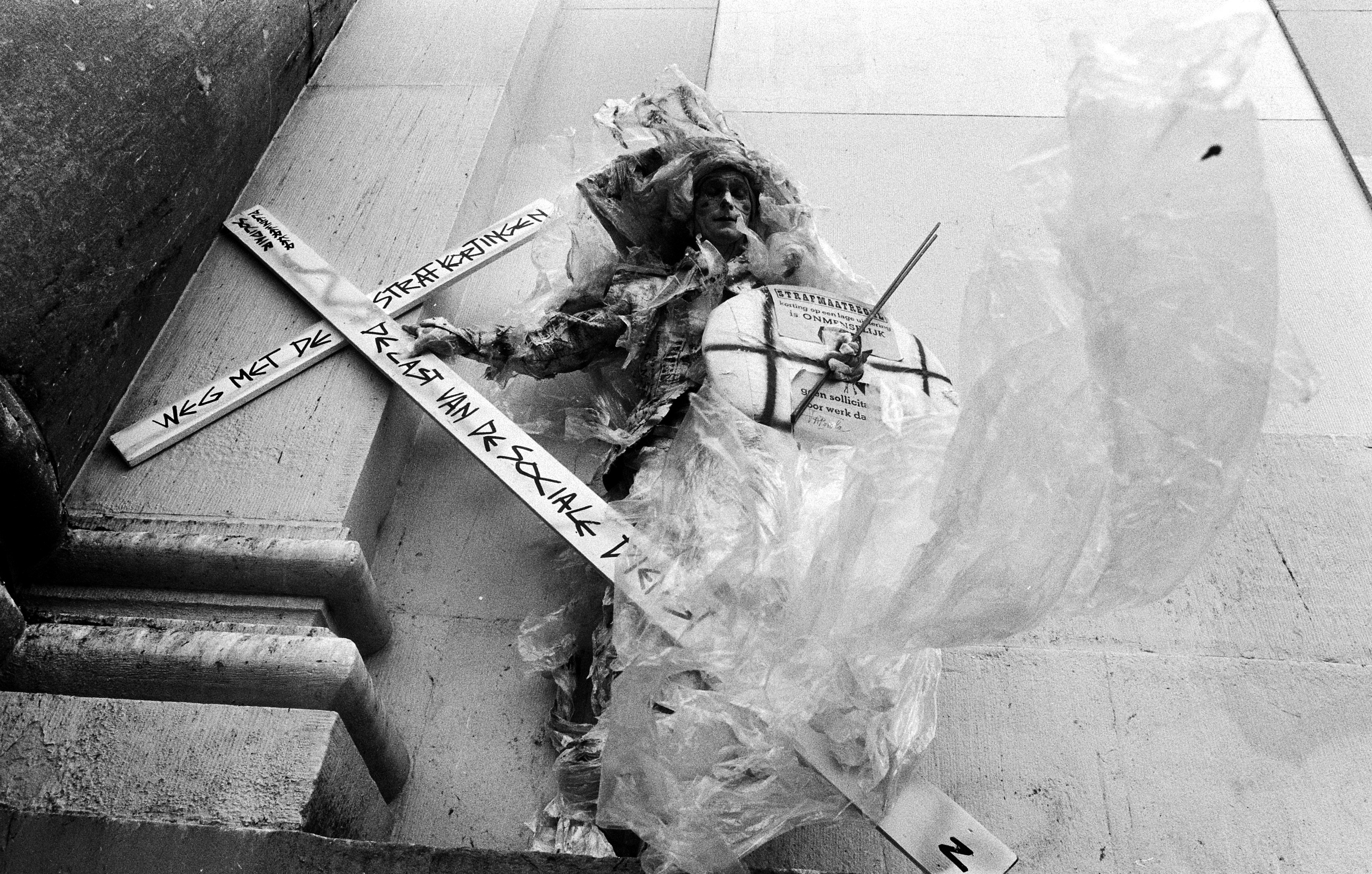
Fabiola 1983 bei einer Protestaktion gegen die Kürzung von Sozialleistungen

In den 1970er Jahren begann van Linden unter dem Pseudonym Pierre als Performance- und Body-Art-Künstler aufzutreten. Den Künstlernamen Fabiola benutzte er zum ersten Mal während eines Amsterdamer Filmfestivals, das Mitte der 1970er Jahre von der Aktivistengruppe Rooie Flikkers (Rote Schwuchteln) organisiert wurde. Man sagte ihm, dass er in seinem vollen Ornat wie eine Königin aussehen würde. Daraufhin wählte er als Belgier den Vornamen der damaligen belgischen Königin Fabiola. Unter diesem Namen wurde er in Amsterdam populär, als er sich im Stedelijk Museum auf einem Sockel stehend zum lebenden Kunstwerk ernannte. Anschließend wurde er in die damals bekannteste Talkshow von Sonja Barend eingeladen und wiederholte im Stedelijk Museum drei Wochen lang seine Performance als lebendes Kunstwerk.

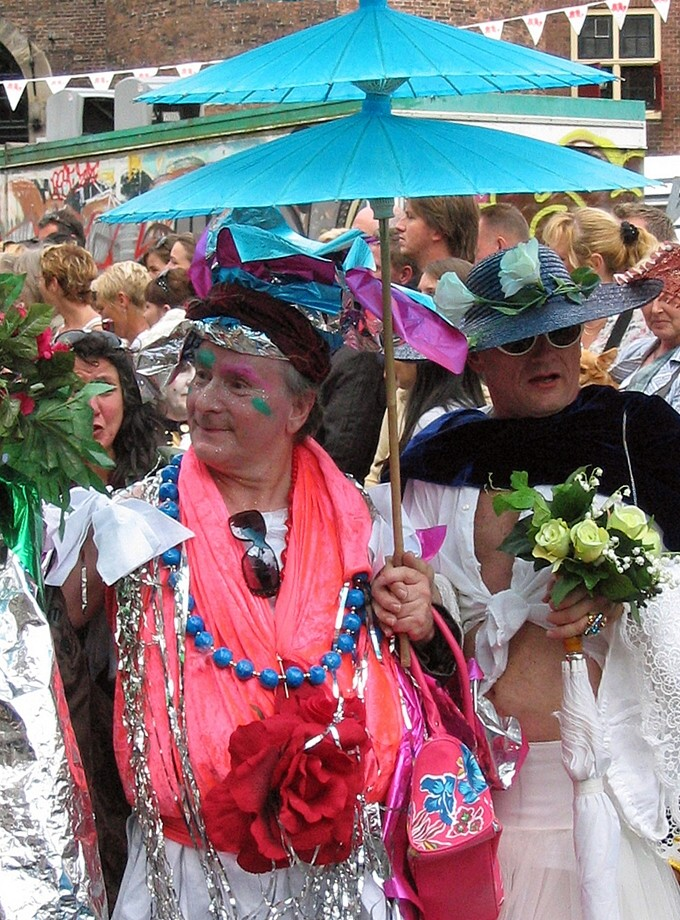
Fabiola am Hartjesdag 2007

Als Fabiola nahm er in Amsterdam regelmäßig an Kunstaktionen, Demonstrationen und LGBT-Veranstaltungen wie der Gay Pride und dem Hartjesdag teil. Fabiola war in den 1970er und 1980er Jahren fester Bestandteil der Amsterdamer Kunstszene, so dass manche Vernissage nur dann erfolgreich war, wenn Fabiola dabei war und einen Auftritt hatte. Nach eigener Aussage wurde er aber auch mehrmals massiv angegriffen, ließ sich jedoch nicht einschüchtern. Vielmehr wollte er der Intoleranz entgegenwirken und andere ermutigen, ihre Individualität auszuleben und für Freiheit und Menschenrechte einzustehen. In nachfolgenden Jahrzehnten wurde es ruhiger um Fabiola, gleichwohl zählte er zu den bekanntesten Künstlerpersönlichkeiten der Stadt.
2012 wurde bekannt, dass van Linden wieder an Darmkrebs erkrankt war. Der Krebs, gegen den er schon zuvor behandelt worden war, kehrte zurück und ließ sich nicht mehr therapieren. Am 22. Dezember 2012 hielt er in Amsterdam eine Abschiedsrede und zog sich zum Sterben in ein Amsterdamer Hospiz zurück, wo ihn Freunde und Bekannte aufsuchten, um sich von ihm zu verabschieden. Nach seinem Tod im Januar 2013 wurde er im Rahmen einer Trauerfeier auf dem Amsterdamer Friedhof Zorgvlied beigesetzt.